# Electric Sea
Electric Sea è il trentacinquesimo album in studio del chitarrista statunitense Buckethead, pubblicato il 21 febbraio 2012 dalla Metastation.

## Descrizione
Annunciato il 20 dicembre 2011 dalla City Hall Records, l'album è stato concepito come il seguito di Electric Tears (pubblicato dieci anni prima) e si compone di otto inediti e tre cover: La Gavotte, Bachethead (composte originariamente da Johann Sebastian Bach) e La Wally, composta da Alfredo Catalani. Il brano conclusivo The Homing Beacon è un tributo del chitarrista a Michael Jackson.

## Tracce
Musiche di Buckethead, eccetto dove indicato.
1. Electric Sea – 6:26
2. Beyond the Knowing – 3:54
3. Swomee Swan – 4:43
4. Point Doom – 5:15
5. El Indio – 7:20
6. La Wally – 3:46 (musica: Alfredo Catalani)
7. La Gavotte – 2:53 (musica: Johann Sebastian Bach)
8. Bachethead – 2:05 (musica: Johann Sebastian Bach)
9. Yokohama – 2:52
10. Gateless Gate – 1:58
11. The Homing Beacon – 6:53

## Formazione
- Buckethead – produzione, arrangiamento, strumentazione
- Janet Rienstra-Friesea – produzione
- Dom Camardella – assistenza alla produzione, ingegneria del suono, montaggio, missaggio
- Robert Hadley – mastering